# Napoléon Alexandre Berthier
Pour les autres membres de la famille, voir famille Berthier.
Pour les articles homonymes, voir Berthier.
Napoléon Alexandre Louis Joseph Berthier, 2e prince de Wagram et 1er duc de Wagram (11 septembre 1810, Paris – 9 février 1887, Paris) est un homme politique français du XIXe siècle.

## Biographie
Fils de Louis-Alexandre Berthier, prince de Neuchâtel et de Wagram, et de Marie-Élisabeth en Bavière (1785-1849), il fut appelé, à la mort de son père, le 1er juin 1815, à lui succéder dans sa dignité de pair de France avec le titre de duc de Wagram ; il avait alors cinq ans, et son âge ne lui permit de prendre séance au Palais du Luxembourg que le 15 avril 1836.
À cette époque, il était chef de bataillon de la garde nationale de Boissy-Saint-Léger et s'occupait d'agriculture. 
Il refusa de participer au procès de Louis-Napoléon Bonaparte après l'affaire de Strasbourg.
Le gouvernement de Louis-Philippe Ier le fit, en 1846, chevalier de la Légion d'honneur.
En 1848 il devint conseiller général de Seine-et-Oise où il possédait des propriétés foncières considérables, dont le Château de Grosbois, et conserva ce mandat jusqu'en 1870.
Entré le 26 janvier 1852 au Sénat institué par Napoléon III, il y soutint de ses votes la politique impériale, et rentra dans la vie privée à la chute de l'Empire le 4 septembre 1870.

### Vie familiale
Seul fils de Louis-Alexandre Berthier et Marie-Élisabeth en Bavière (membre de la Maison de Wittelsbach) (1784-1849) (ses parents auront deux autres filles), il épousa le 29 juin 1831 (Paris Ier (ancien)) Zénaïde Françoise Francesca Clary (25 novembre 1812 - Paris † 27 avril 1884 - Château de Grosbois), d'où :
1. Malcy Louise Caroline Frédérique Berthier de Wagram (22 juin 1832 - Paris † 18 mai 1884 - Paris), mariée le 23 mars 1854 (Palais des Tuileries) avec Joachim, 4ème Prince Murat (1834 † 1901);
2. Louis Philippe Marie Alexandre Berthier de Wagram  (24 mars 1836 - Paris † 15 juillet 1911 - Château de Grosbois), 3e prince de Wagram, 2e duc de Wagram, dont postérité;
3. Elisabeth Alexandrine Marie Berthier de Wagram (9 juin 1849 - Paris † 1932), mariée le 25 juin 1874 (château de Grosbois, Boissy-Saint-Léger, Val-de-Marne), avec le comte Guy-Étienne de Turenne d'Aynac (14 avril 1837 † 18 avril 1905 - château d'Aynac, Cambous (Viols-en-Laval)), conseiller général du département du Lot.

## Titres
- Hérités de son père :
  - 2e prince de Wagram, prince de jure de Neuchâtel et de Valangin ;
- Sous la Restauration française :
  - confirmé dans son titre de prince de Wagram par lettres patentes du 8 février 1817 ;
  - fait 1er duc de Wagram et pair de France le 31 août 1817.

## Fonctions
- Pair de France :
  - Le 17 août 1815 ;
  - Duc et pair le 31 août 1817 (lettres patentes du 14 avril 1818) ;
  - Admis à siéger le 15 avril 1836 ;
- Chef de bataillon de la garde nationale de Boissy-Saint-Léger  (vers 1836) ;
- Conseiller général de Seine-et-Oise (1848-1870) ;
- Sénateur (26 janvier 1852 - 4 septembre 1870).

## Distinctions
- Légion d'honneur :
  -  Chevalier de la Légion d'honneur (1846).

## Armoiries
| Figure | Blasonnement |
|        | Ecartelé : I et IV, d'azur, à deux épées d'argent, garnies d'or, passées en sautoir, cantonnées en chef d'un soleil, en flanc et en pointe de trois cœurs du même, enflammés de gueules (de Berthier) ; II et III, fuselé en bande d'azur et d'argent (de Bavière) ; sur-le-tout, d'or, au dextrochère d'argent, armé d'azur, rehaussé d'or, tenant une épée de sable et chargé d'un bouclier du même à un W d'or (Wagram),. |